# Kárášjohka älv

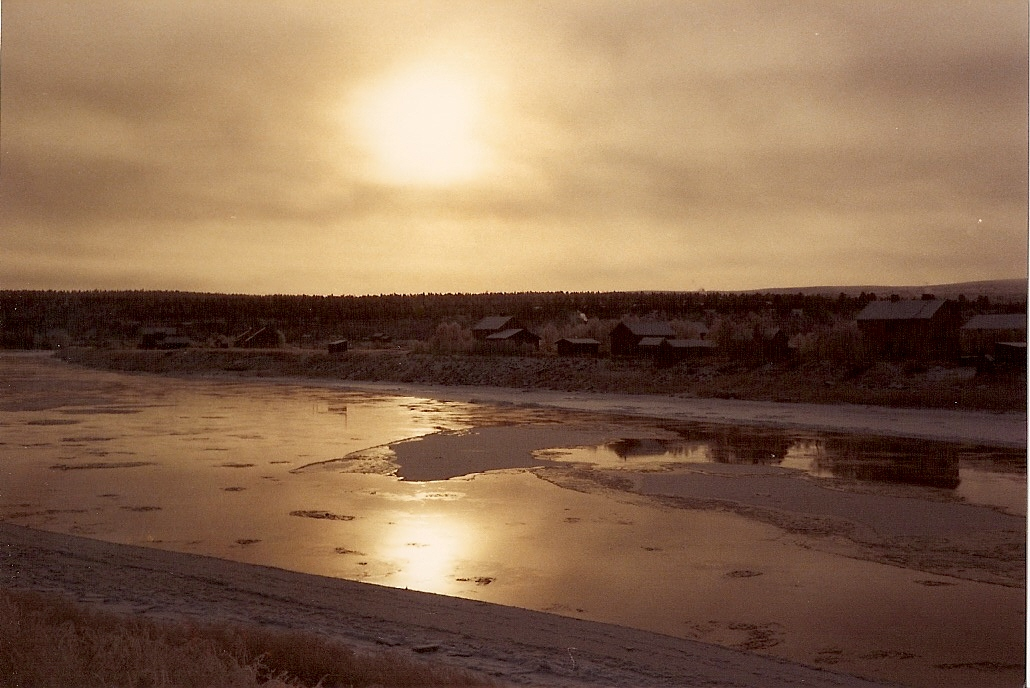
Kárášjohka

Kárášjohka (finska Kaarasjoki) är en älv i Karasjok och Kautokeino kommuner i Finnmark fylke i norra Norge. Älven, som är en av de största i Finnmark, är 166 km lång och har ett avrinningsområde på 5 060 km². Vattenföringen vid mynningen är 57 m³/s. Älven avvattnar stora delar av Finnmarksvidda.
Älven har sina källor vid fjället Ravdovàrri i Kautokeino kommun, nära gränsen mot Finland. Därifrån rinner älven mot norr och senare nordost. De största bifloderna är Bávttajohka från söder och Iešjohka från väster. Efter sammanflödet med Iešjohka rinner den förbi tätorten Karasjok. 12 km öster om Karasjok flyter den ihop med Enare älv och bildar därmed Tana älv.